# 馬格普工業公司

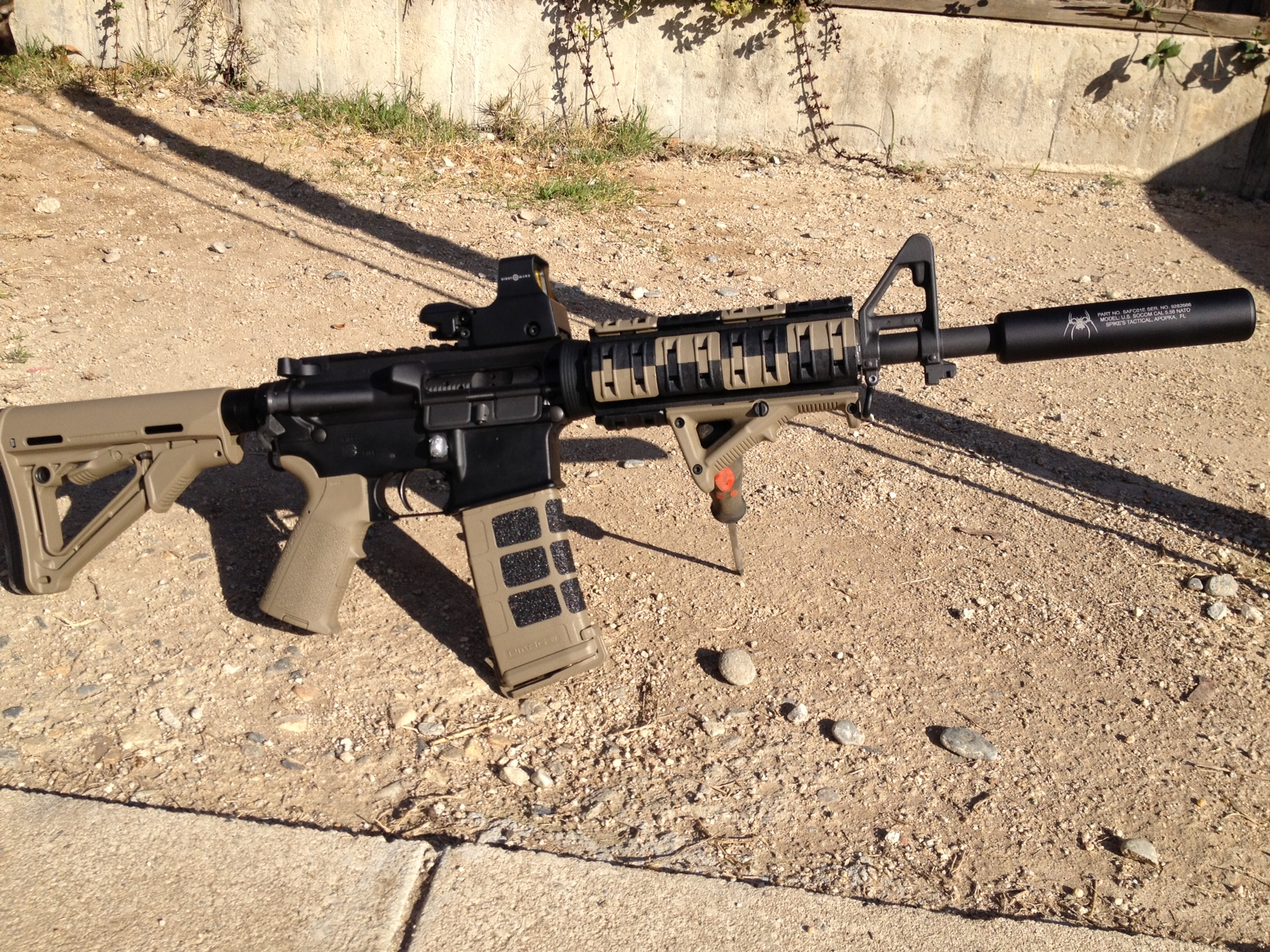
使用馬格普配件的 AR-15

马格普工业公司（英文：Magpul Industries Corporation）是美國一家設計與製造聚合物與複合材料枪械附件的配件製造商，公司總部設於德克薩斯州奧斯汀。公司名字源于他們所設計的第一個配件產品——一种安裝在弹匣底部的塑料拉套，被用於美军以及北約武裝部隊所使用的STANAG彈匣，方便枪械使用者將彈匣從袋中拔出。这种枪械配件的业界术语是magazine puller，简称“mag-pull”因而得名。
該公司主要從事枪械配件、電子器材週邊的設計製造，並提供設計諮詢與槍枝訓練服務。該公司近年來在創始地科羅拉多州代表槍枝製造業進行相關的政治宣傳。馬格普宣布於 2013 年因為新頒布的槍枝管制法離開科羅拉多州，因該法令會使旗下產品的製造變成違法。因此目前已將工廠搬遷至懷俄明州，辦事處則搬遷至德克薩斯州。

## 公司歷史
馬格普工業公司於 1999年由前美國海軍陸戰隊武裝偵察部隊中士理查德·菲茲帕特里克（Richard M. Fitzpatrick）所創立。公司目前分為兩個部門：負責生產枪械附件的馬格普工業（英文：Magpul Industries）、以及2008年成立提供战术訓練课程的馬格普核心（英文：Magpul Core；前身為Magpul Dynamics）。
馬格普主要為AR-15/M16、AK-47、雷明登700、儒格10/22等步枪和雷明登870、莫斯伯格500/590等霰彈槍，以及格洛克17/19系列半自动手枪設計生產相關配件。

## 枪械配件

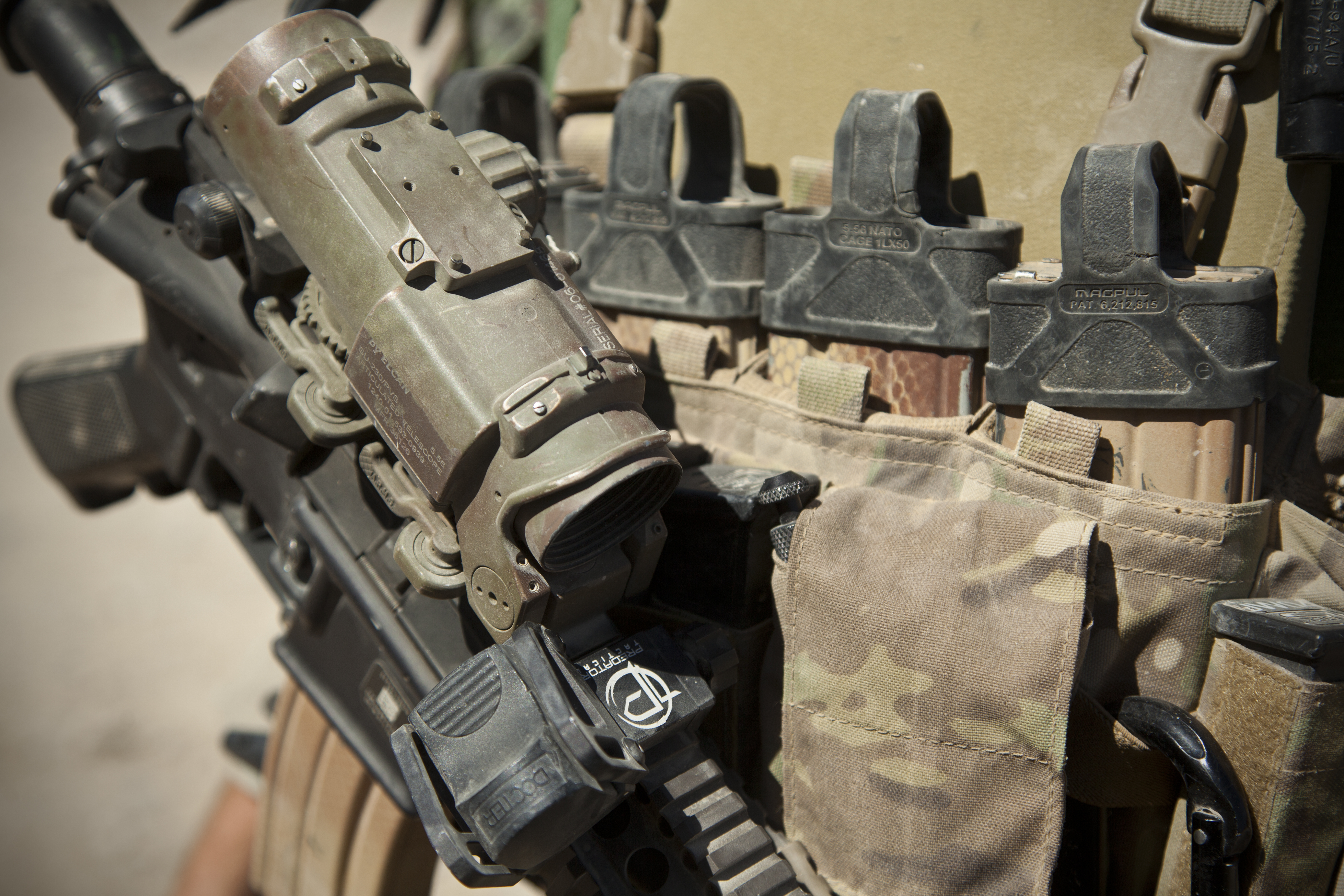
馬格普彈匣快拔套

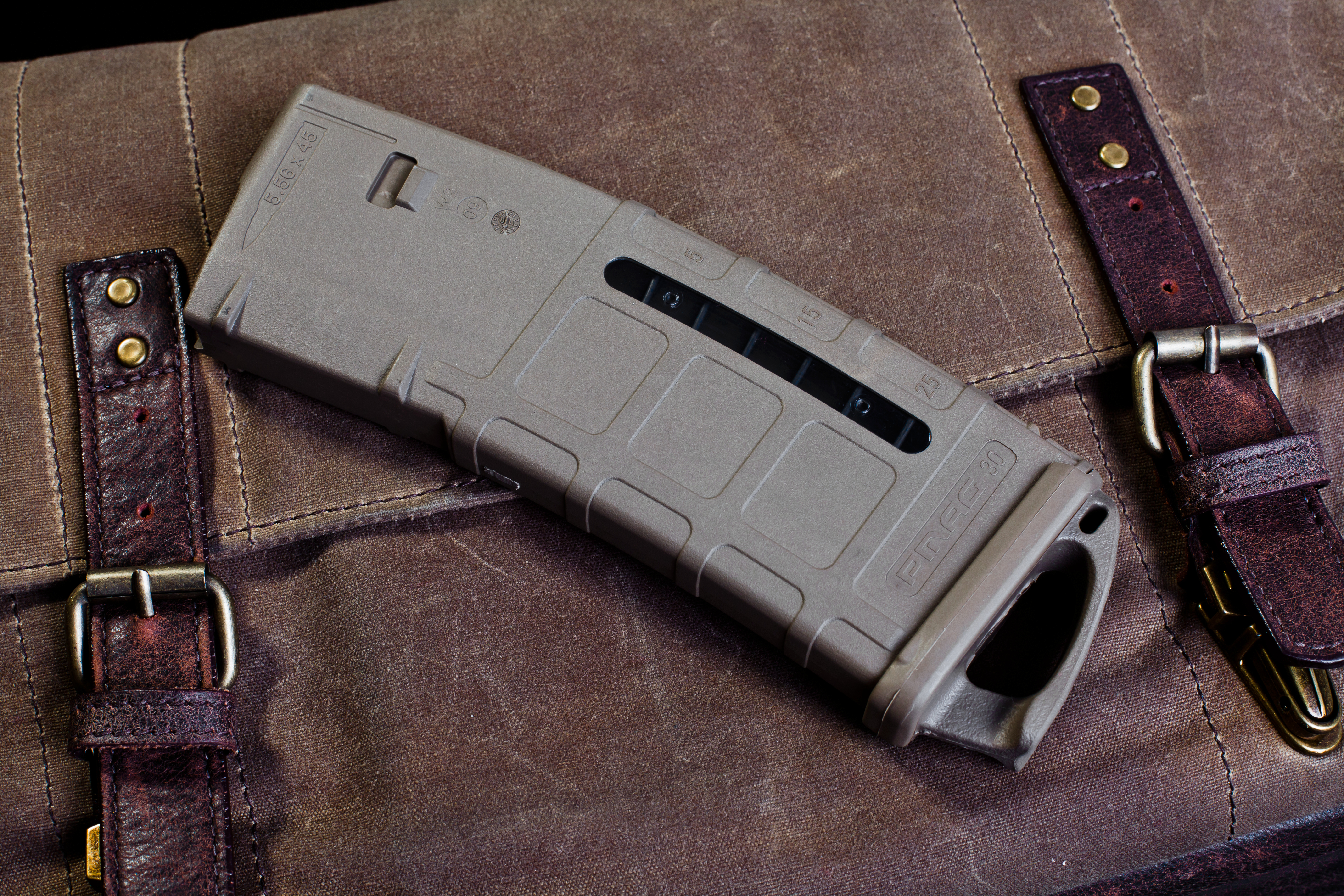
馬格普 PMAG M16 STANAG 彈匣

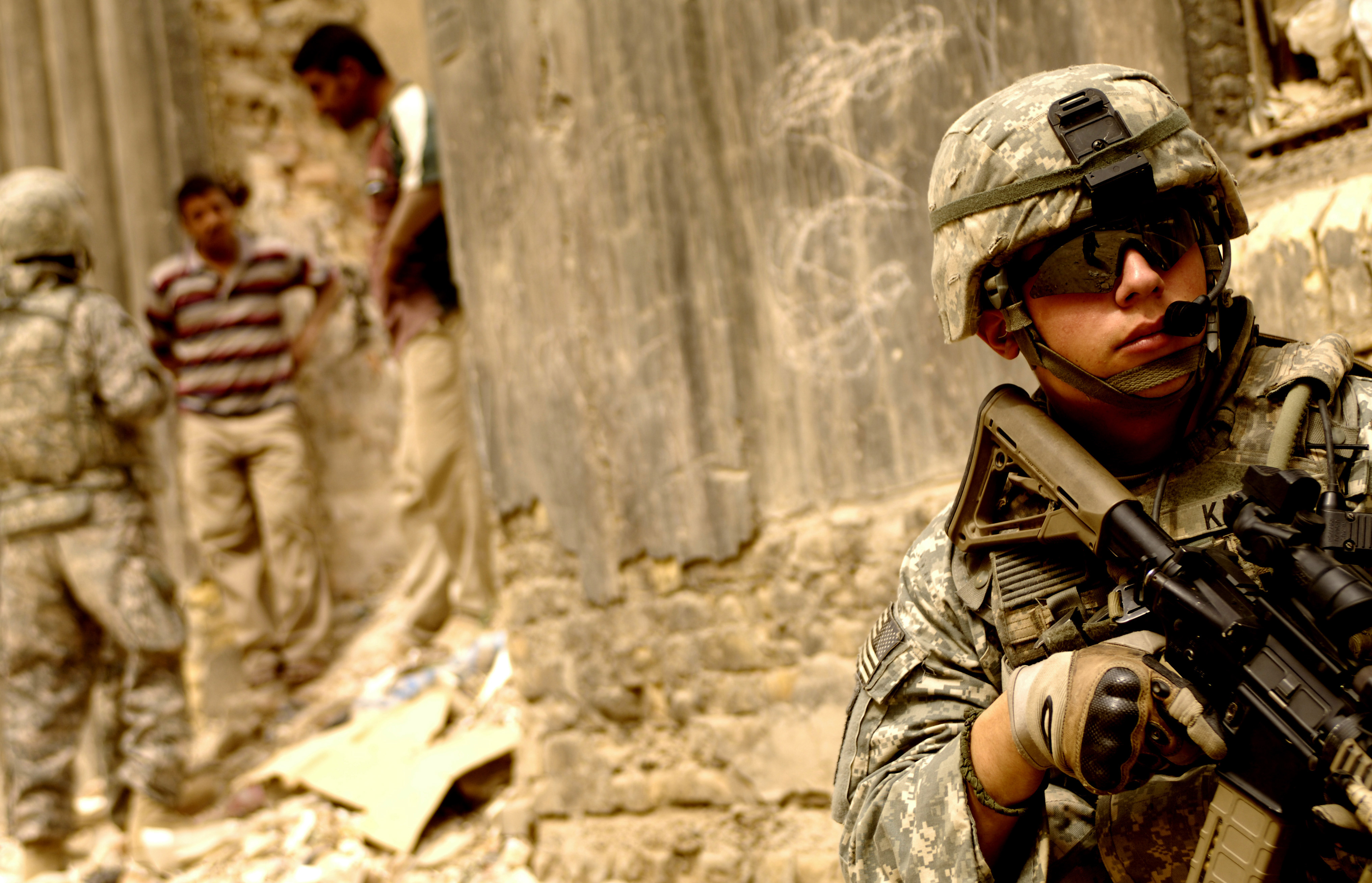
一名在伊拉克的士兵的 M4 卡賓步槍使用馬格普 CTR 槍托

### 弹匣及配件
- PMAG®系列弹匣：意思是“polymer magazine”，即聚合物材料弹匣
  - PMAG AR/M4 GEN M3™：为AR-15类步枪以及欧洲风格的STANAG 4179弹匣插口（比如HK416、M27 IAR、SA80、FN SCAR等）设计，有10发、20发、30发和40发四种版本。
  - PMAG D-60 AR/M4：为AR-15类步枪设计的60发容量的弹鼓。
  - PMAG LR/SR GEN M3™：为发射7.62×51毫米北约弹的AR-10和KAC SR25/M110步枪设计，有10发、20发和25发三种版本。
  - PMAG D-50 LR/SR GEN M3™：为发射7.62×51毫米北约弹的KAC SR25/M110步枪设计的50发容量弹鼓。
  - PMAG AK/AKM MOE/GEN M3：为AK-47/74/AKM系列步枪设计，有10发、20发和30发三种版本。
  - PMAG GL9：为格洛克17/19/26系列半自动手枪设计，双排供弹，有10发、12发、15发、17发、21发和27发六种版本。
  - PMAG AC：为使用精密国际底框系统（Accuracy International Chassis System，简称AICS）标准的栓动步枪使用。
    - PMAG 5.56 AC：为长度不超过2.39英寸（61）的中间威力弹（5.56×45mm NATO/.223 Rem）使用，弹容量10发。
    - PMAG 7.62 AC：为0.470英寸（11.9）弹壳头、长度不超过2.86英寸（73）的短枪机全威力弹（比如7.62×51mm NATO/.308 Win、7mm-08 Rem、6.5mm Creedmoor、.260 Rem、.243 Win等）使用，有弹容量5发和10发两种版本。
    - PMAG AC L, Standard：为0.470英寸（11.9）弹壳头、长度不超过3.50英寸（89）的长枪机全威力弹（比如.30-06、.25-06 Rem、.270 Win、.280 Rem、8mm-06等）使用，弹容量5发。
    - PMAG AC L, Magnum：为0.530英寸（13.5）弹壳头、长度不超过3.50英寸（89）的长枪机大壳弹（比如.300 Win Mag、.257 Weatherby、.264 Win Mag、.270 Weatherby、7mm Rem Mag、.300 H&H Magnum等）使用，弹容量5发。

  - PMAG 30G MagLevel：为HK G36突击步枪设计，弹容量30发。
  - PMAG 30 AUS GEN M3™：为斯泰尔AUG突击步枪设计，弹容量30发。
  - PMAG® 35 EV9™：为CZ蠍式EVO 3衝鋒槍设计，弹容量35发。
  - EMAG: 意思是“export magazine”，即出口版弹匣。
- 弹匣附件
  - Magpul®弹匣拔套：马格普最早面世的产品
  - Magpul Ranger Plate
  - Magpul L-Plate
  - Enhanced Self Leveling Follower
- TMAG®系列弹匣：意思是translucent magazine，即透光聚合物材料弹匣，为AR15/M4/M16步枪设计。
- AMAG®系列弹匣：意思是aluminum magazine，即铝合金材料弹匣，为SIG P320/M17系列手枪设计。

### 握把
- 前握把
  - MVG®/RVG®系列垂直前握把
  - AFG®/AFG2®系列直角前握把
- 手槍握把
  - MOE®系列手枪式握把（MOE是“Magpul Original Equipment”的缩写）
    - MOE-K®/K2®系列精简版手枪式握把
    - MOE® SL系列窄版手枪式握把
    - MOE AK®系列握把
    - MOE®-EVO Grip握把

  - MIAD®系列模块化手枪式握把（MIAD是“MIssion ADaptable”的缩写）
  - Magpul® SL Grip Module：為HK91/93/94、MP5及其系列仿制品而設計的下槍身模組，並附有握把內的儲物空間。

### 护木
- AR-15/M4/M16/AR-10系列步枪
  - MOE®
  - MOE SL®
- AK-47/AK-74系列步枪
  - MOE® AK/AKM
  - ZHUKOV/ZHUKOV-U
- 霰弹枪
  - MOE® Remington 870
  - MOE® Mossberg 590/590A1
- G3/MP5®/HK94系列步枪
  - Magpul® SL Hand Guard：設有兩種長度，分別為5吋槍管的MP5K/SP89和8吋槍管的MP5/SP89而設。

### 枪托
- AR-15/M16后托
  - MOE®系列：意思是“Magpul Original Equipment”
  - MOE SL®系列：意思是“MOE Slim Line”。
  - ACS™：意思是“Adaptable Carbine/Storage”。

  1.     - ACS-L™：意思是“Adaptable Carbine/Storage - Light”。

  - UBR®：意思是“Utility/Battle Rifle”。
  - CTR®：意思是“Compact/Type Restricted”。
  - STR®：意思是“Storage/Type Restricted”。
  - PRS®：意思是“Precision Rifle/Sniper”。
    - PRS® Lite：PRS枪托的轻量化版。
- AK-47/AKM后托
  - MOE AK
  - Zhukov-S
- 其他枪械后托
  - PRS2：为G3/PTR-91和FN FAL系列战斗步枪设计使用。
  - SGA：意思是“ShotGun/Adjustable”，为雷明登870和莫斯伯格500/590系列泵动霰弹枪设计使用。
- “猎手”（Hunter）系列一体式枪托，可以通过更换插件和增减间隔部件调节腮托高度和扳机拉度。
  - Hunter 700：为所有短枪机雷明登700系列栓动步枪设计使用。
    - Hunter 700L：为所有长枪机雷明登700类型栓动步枪设计使用。

  - Hunter X-22：为儒格10/22半自动步枪设计使用。
    - Hunter X-22 Takedown：为可拆版儒格10/22步枪设计使用。
    - Hunter X-22 Backpacker：为可拆版儒格10/22步枪设计使用。

  - PC Backpacker Stock：为儒格PC卡宾枪系列半自动手枪口径卡宾枪设计使用，与Hunter X-22 Backpacker相似
  - Hunter American：为儒格“美国人”系列栓动步枪设计使用。
  - Hunter 110：为萨维奇110系列栓动步枪设计使用。
  - 栓动弹匣井：为Hunter系列枪托增加弹匣兼容性的升级底件
    - Bolt Action Magazine Well - Hunter 700：为Hunter 700系列枪托转换PMAG AC和其它ACIS弹匣的底件。
    - Bolt Action Magazine Well - Hunter 700L：为Hunter 700L系列枪托转换PMAG AC L系列弹匣的底件，分Standard和Magnum两个版本。
    - Bolt Action Magazine Well - Hunter American, STANAG：为Hunter American枪托增加STANAG弹匣兼容性的更换底件。
- “Pro”系列高精度步枪底框系统
  - Pro 700：为雷明登700类型栓动步枪设计使用。

### 机械瞄具
- MBUS®：意思是“Magpul Back-Up Sight”，即“马格普备用瞄具”，用于皮卡汀尼导轨上的聚合物材料的可折叠机械瞄具。
- MBUS® Pro：可以不用工具进行调节。
  - MBUS® Pro Offset Sight：45度倾斜机械瞄具。
  - MBUS® Pro LR Adjustable Sight：用于长距离射击的机械瞄具。
  - MBUS® Pro Enhanced Front Sight Post：可更换的准星柱

### 枪带安装附件
- 枪带
  - MS1®/MS1® QDM：意思是“Magpul Sling Model 1 Quick Detach Module”
  - MS3®
  - MS4®
  - RLS：意思是“Rifleman Loop Sling”。
- 挂扣
  - RSA®：意思是“Rail Sling Attachment”，即导轨枪带附着点，有普通式和快拆式（QD）两种
  - MSA®：意思是“MOE® Sling Attachment”，即MOE枪带附着点，有普通式和快拆式两种。
  - SGA® Receiver Sling Mount
  - ASAP®：意思是“Ambidextrous Sling Attachment Point”，即双手通用枪带附着点。
  - PRS® QD Footman's Loop
  - Sling Mount Kit
  - Forward Sling Mount

### 导轨附件
- M-LOK导轨界面系统标准
- 皮卡汀尼导轨条（铝合金、聚合物材料）
- 战术灯基座
- 导轨胶套
  - XT™ Rail Panel
  - XTM® Enhanced Rail Panels
  - Ladder Rail Panel
  - M-LOK® Rail Cover

### 其它附件
- AR-15/M4/M16
  - Magpul® Suppressor Cover
  - Magpul® Bipod：分别有M-LOK、1913皮卡汀尼、A.R.M.S. 17S和传统枪带吊环（快拆式）四种安装界面
  - MOE® Trigger Guard
  - Magpul® Enhanced AR Magazine Release
  - B.A.D. Lever®: "Battery Assist Device"
- Magpul® GL Enhanced Magazine Well for Glock 17/19
- SSG™ Selector Set for FN SCAR MK16/16s
- Magpul® Armorer's Wrench for AR-15/M4
- BEV™ Block: "Barrel Extension Vise"
- Speedthreader™ Web Gear for MOLLE/PALS webbings
- Magpul Core™ Precision Rifle Data Book and Magpul Core™ Quick Reference Rifle Cards
- Magpul® ESK：為MP5系列設計的選發開關。
- MOE®-EVO Enhanced Magazine Release：為CZ蠍式EVO 3衝鋒槍設計的彈匣釋放鈕。

## 完整武器

### Magpul Masada
於2007年SHOT Show中公開，Magpul Masada為AR-15/M16步槍的改進版本，但僅只有部分保留共同標準。

### Magpul FMG-9
於2008年SHOT Show中發表了一個類似ARES FMG的可折疊式9毫米衝鋒槍，其原型設計是利用了格洛克手槍為主體的武器。

## 武器設計諮詢
馬格普在武器開發設計中也有提供諮詢服務，例如 KRISS 就與馬格普合作設計了 KRISS Vector。